# بنر بنک
بنر بنک (انگلیسی: Banner Bank) شرکت خدمات مالی آمریکایی است، که در سال ۱۸۹۰ تأسیس شد.